# Валері ван Рон
Валері ван Рон (нід. Valerie van Roon, 13 серпня 1998) — нідерландська плавчиня.
Призерка Чемпіонату світу з плавання на короткій воді 2018 року.
Чемпіонка Європи з плавання на короткій воді 2017, 2019 років.